# Тошкуровский сельсовет
Тошкуровский сельсовет — муниципальное образование в Балтачевском районе Башкортостана.

## История
Согласно «Закону о границах, статусе и административных центрах муниципальных образований в Республике Башкортостан» имеет статус сельского поселения.

## Население
| 2002  | 2009  | 2010  | 2012  | 2013  | 2014  | 2015  |
| ----- | ----- | ----- | ----- | ----- | ----- | ----- |
| 1744  | ↘1681 | ↘1456 | ↘1385 | ↘1328 | ↘1293 | ↘1249 |
| 2016  | 2017  |       |       |       |       |       |
| ↘1203 | ↘1185 |       |       |       |       |       |

## Состав сельского поселения
| № | Населённый пункт | Тип населённого пункта          | Население |
| - | ---------------- | ------------------------------- | --------- |
| 1 | Тошкурово        | деревня, административный центр | ↘436      |
| 2 | Асавка           | деревня                         | ↘416      |
| 3 | Новобалтачево    | деревня                         | ↘337      |
| 4 | Мищерово         | деревня                         | ↘164      |
| 5 | Манагазово       | деревня                         | ↘87       |
| 6 | Чипчиково        | деревня                         | ↘16       |